# Tre Grazie (Cranach il Vecchio)
Le Tre Grazie è un dipinto a tempera su tavola (37x24 cm) di Lucas Cranach il Vecchio, databile al 1531 e conservato nel Museo del Louvre a Parigi. È basato su un soggetto classico della pittura, le Grazie, più volte utilizzato dallo stesso Cranach.

## Acquisto da parte del Louvre
Questo dipinto venne acquistato dal museo del Louvre nel 2011 per 4 milioni di euro (3 milioni di fondi propri e 1 milione dal patrocinio), ricevendo la protezione del "trésor national" (tesoro nazionale) che prevede il divieto di esportare un'opera all'estero.
Da notare che l'acquisizione fu in parte finanziata attraverso una campagna di crowdfunding chiamata Tous Mecenes (tutti mecenati); il progetto prevedeva di raccogliere 1 milione di euro attraverso le donazioni delle web community per acquistare il capolavoro.

## Dipinti analoghi
Il pittore realizzò altri dipinti con lo stesso soggetto:

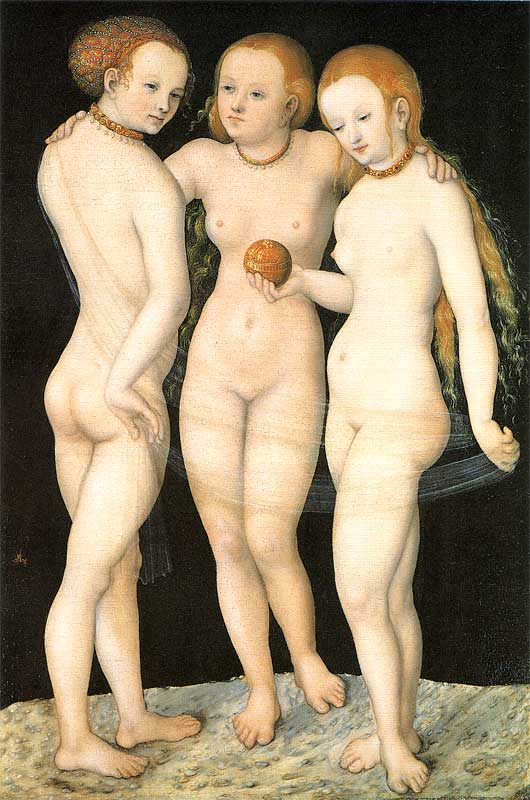
Tre Grazie, 1530, collezione privata
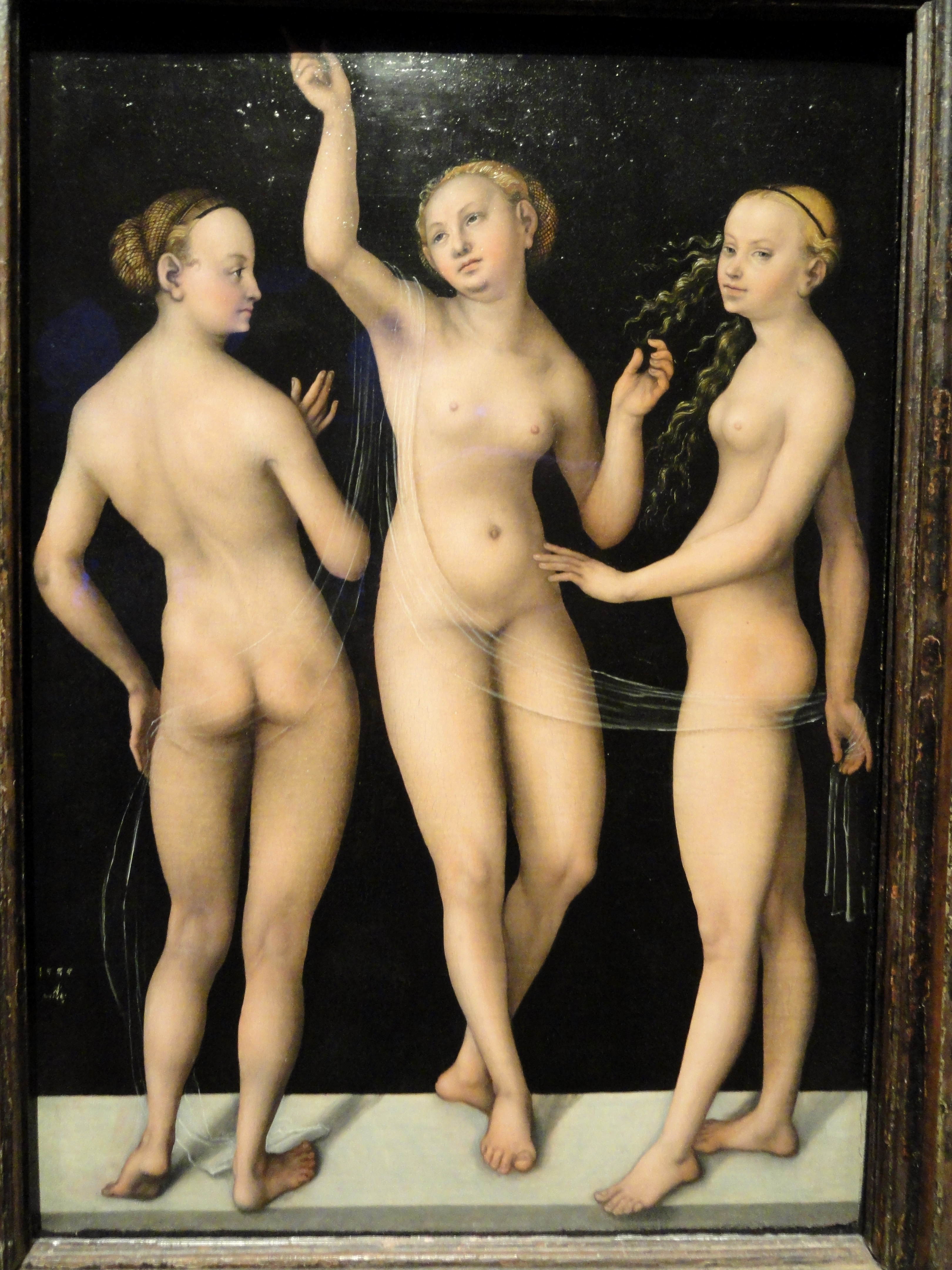
Tre Grazie, 1535, Nelson-Atkins Museum of Art, Kansas City